# Paralelo 85 N
O paralelo 85 N é um paralelo no 85° grau a norte do plano equatorial terrestre, o qual marca o centro do oceano Ártico.

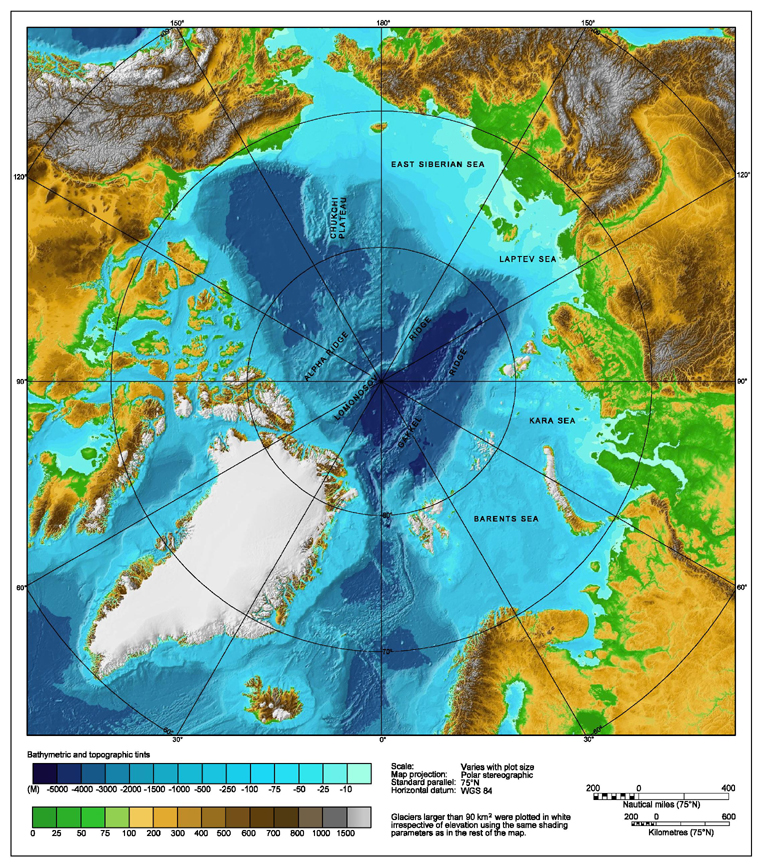
Localização do Oceano Ártico.

### Dimensões
Conforme o sistema geodésico WGS 84, no nível de latitude 85° N, um grau de longitude equivale a 9,74 km; a extensão total do paralelo 85° é portanto 3.505 km, cerca de 8,5% da extensão da Linha do Equador, da qual esse paralelo dista 9 444 km, distando 558 km do Polo Norte

### Cruzamentos
Assim como todos os paralelos ao norte da latitude 83°40' N que passam por Kaffeklubben (extremo norte da Gronelândia), o Paralelo 85 N e passa totalmente sobre o oceano Ártico e suas plataformas de gelo, sem cruzar terra firme.